# Estadio Sam Boyd
El Sam Boyd Stadium es un estadio multipropósito en el poblado de Whitney, al sureste la ciudad de Las Vegas (Nevada), Estados Unidos.
Sirvió para los partidos de local de los equipos Las Vegas Posse de la CFL y Las Vegas Outlaws de la XFL. Actualmente alberga los partidos de los UNLV Rebels del fútbol americano universitario de la NCAA y de Las Vegas Locomotives en la United Football League.
Fue sede del Championship Game de 2009 de la United Football League. En ese partido jugaron Las Vegas Locomotives como visitantes contra Florida Tuskers.
Además, el estadio es sede del Seven de Estados Unidos desde 2012.
Por otra parte, la fecha final del Campeonato de la AMA de Supercross se disputa en el estadio desde 1990. También se utiliza para las finales de Monster Jam en marzo de cada año. 

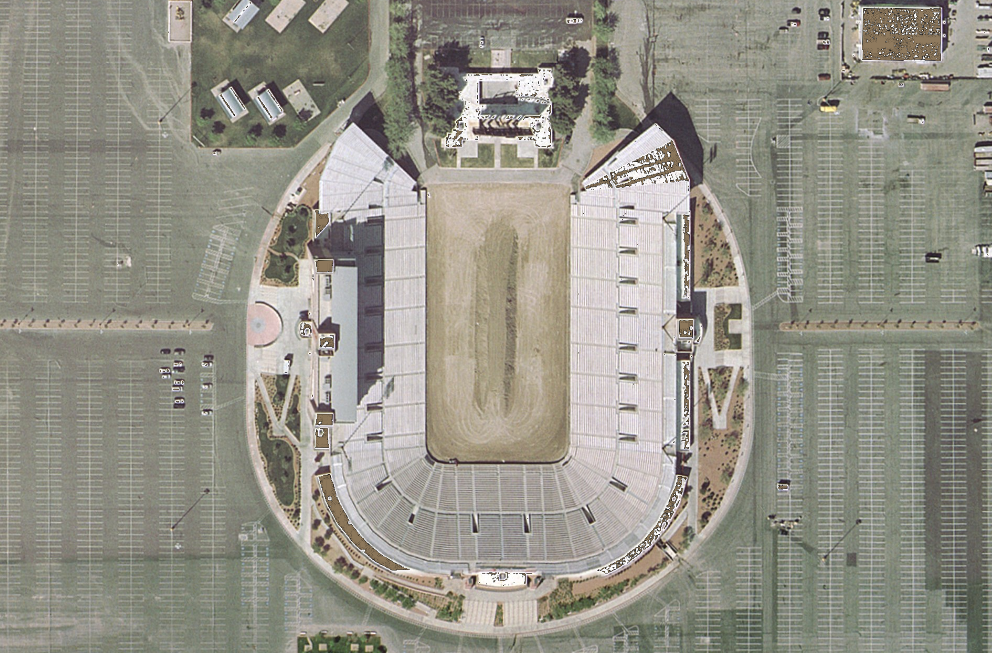
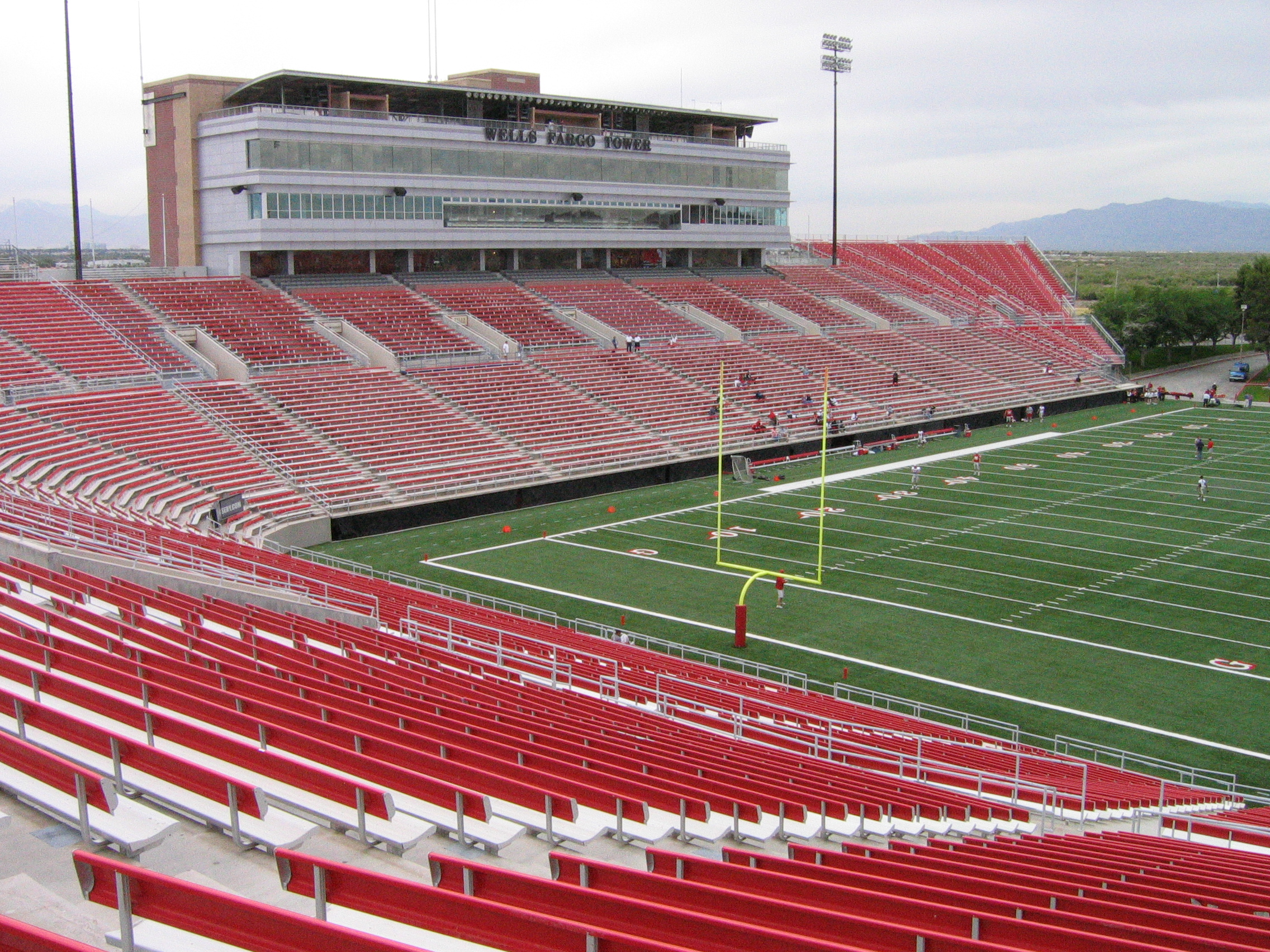